# Duitsland op het Eurovisiesongfestival 1978
Duitsland deed mee aan het Eurovisiesongfestival 1978 in Parijs. Het was de 23ste deelname van het land op het Eurovisiesongfestival.

## Selectieprocedure
De finale werd gehouden in de studio's van SWF in Baden-baden en werd gepresenteerd door Detlef Werner.
De winnaar werd gekozen door de mensen thuis via een jury.
| Volgorde | Artiest               | Lied                               | Gemiddelde score | Plaats |
| -------- | --------------------- | ---------------------------------- | ---------------- | ------ |
| 1        | Cindy & Bert          | "Was die Sterne lenkt"             | 5.15             | 5      |
| 2        | Jochen Brauer Group   | "Lieder die aus dem Radio klingen" | 4.07             | 11     |
| 3        | Marianne Rosenberg    | "Nein, weinen werd' ich nicht"     | 5.03             | 7      |
| 4        | Andy Norden           | "Susann"                           | 3.81             | 14     |
| 5        | Tony                  | "Mädchen wie Helena"               | 4.51             | 9      |
| 6        | Albatross             | "Komm und bleib die Nacht bei mir" | 4.16             | 10     |
| 7        | Helena Vondráčková    | "Männer wie du"                    | 3.98             | 12     |
| 8        | Peter, Sue & Marc     | "Charlie Chaplin"                  | 5.31             | 3      |
| 9        | Brunhilde Lamberty    | "Kennst du die Zeit"               | 3.70             | 15     |
| 10       | Freya & Bernd Wippich | "Ich trag' deinen Namen"           | 3.91             | 13     |
| 11       | Sunrise               | "Liverpool"                        | 5.34             | 2      |
| 12       | Jonny Hill            | "Louisiana"                        | 4.90             | 8      |
| 13       | Irene Sheer           | "Feuer"                            | 5.56             | 1      |
| 14       | Cindy & Bert          | "Chanson d'été"                    | 5.30             | 4      |
| 15       | Royal Brewery         | "Ein Lied für Europa"              | 5.04             | 6      |

## In Parijs
In de finale van het Eurovisiesongfestival 1978, gehouden in Parijs, moest Duitsland optreden als 13de, net na Turkije en voor Monaco. Op het einde van de stemming bleek dat ze op een 6de plaats geëindigd was met 84 punten.
Men ontving 1 keer het maximum van de punten.
Nederland had zeven punten over voor deze inzending, België vijf.

### Gekregen punten
| 12 punten | 10 punten         | 8 punten                        | 7 punten                                      | 6 punten               |
| --------- | ----------------- | ------------------------------- | --------------------------------------------- | ---------------------- |
| - Finland | - Monaco - Spanje | - Turkije                       | - Griekenland - Nederland - Portugal - Zweden |                        |
| 5 punten  | 4 punten          | 3 punten                        | 2 punten                                      | 1 punt                 |
| - België  |                   | - Israël - Italië - Zwitserland |                                               | - Denemarken - Ierland |

### Gegeven punten
Punten gegeven in de finale:
| 12 punten | Israël              |
| 10 punten | Frankrijk           |
| 8 punten  | Verenigd Koninkrijk |
| 7 punten  | Monaco              |
| 6 punten  | Zwitserland         |
| 5 punten  | Ierland             |
| 4 punten  | Nederland           |
| 3 punten  | België              |
| 2 punten  | Italië              |
| 1 punt    | Oostenrijk          |

1956 · 1957 · 1958 · 1959 · 1960 · 1961 · 1962 · 1963 · 1964 · 1965 · 1966 · 1967 · 1968 · 1969 · 1970 · 1971 · 1972 · 1973 · 1974 · 1975 · 1976 · 1977 · 1978 · 1979 · 1980 · 1981 · 1982 · 1983 · 1984 · 1985 · 1986 · 1987 · 1988 · 1989 · 1990 · 1991 · 1992 · 1993 · 1994 · 1995 · 1996 · 1997 · 1998 · 1999 · 2000 · 2001 · 2002 · 2003 · 2004 · 2005 · 2006 · 2007 · 2008 · 2009 · 2010 · 2011 · 2012 · 2013 · 2014 · 2015 · 2016 · 2017 · 2018 · 2019 · 2020 · 2021 · 2022 · 2023 · 2024 · 2025